# Aventurile unui tânăr
Aventurile unui tânăr (titlul original: în engleză Hemingway's Adventures of a Young Man) este un film dramatic american, realizat în 1962 de regizorul Martin Ritt, după elemente semi-autobiografice ale personajului Nick Adams al scriitorului Ernest Hemingway, în rolul lui Adams fiind distribuit tânărul actor Richard Beymer. Alți protagoniști ai filmului sunt actorii Diane Baker, Fred Clark, Paul Newman, Eli Wallach. 

## Distribuție
- Richard Beymer – Nick Adams
- Diane Baker – Carolyn
- Corinne Calvet – contesa
- Fred Clark – dl. Turner
- Dan Dailey – Billy Campbell
- James Dunn – telegrafistul
- Juano Hernández – Bugs
- Arthur Kennedy – dr. Adams
- Ricardo Montalbán – maiorul Padula
- Paul Newman – luptătorul zis „The Battler”
- Susan Strasberg – Rosanna
- Jessica Tandy – dna. Adams
- Eli Wallach – John
- Edward Binns – Brakeman
- Philip Bourneuf – redactorul șef
- Tullio Carminati – tatăl Rosannei
- Marc Cavell – Eddy Boulton
- Charles Fredericks – Mayor
- Simon Oakland – Joe Boulton
- Michael J. Pollard – George
- Whit Bissell – Ludstrum
- Lillian Adams – femeia indiană
- Walter Baldwin – conductorul
- Laura Cornell – Headwaiter
- Laura Cornell – Burlesque Queen
- Miriam Golden – Indian Mid-Wife
- Pitt Herbert – barmanul
- Pat Hogan – Billy Tabeshaw
- Baruch Lumet – Morris
- Burt Mustin – soldatul în vârstă
- Sherry Staiger – Burlesque Queen
- Sharon Tate – Burlesque Queen
- Alfredo Varelli – părintele Ben
- Mel Welles – sergentul italian